# Michael Westmore
Michael George Westmore I (nacido el 22 de marzo de 1938) es un maquillador estadounidense más conocido por su trabajo en diversas producciones de la saga Star Trek, ganando nueve Premios Emmy, y es miembro de la familia Westmore. Ganó el premio de la Academia por el mejor maquillaje en 1985 por su trabajo en la película Máscara. Su carrera comenzó en Universal Studios en 1961, y se extendió por más de cuatro décadas, incluyendo trabajo para la CIA que consistía en crear kits de maquillaje para los espías en el extranjero.

## Biografía
Nacido en Los Ángeles, California, Westmore es el hijo de Mont Westmore, el marido de la modelo Marion Bergeson Westmore, padre de McKenzie Westmore, Michele Westmore Meeks, y Michael Westmore II y hermano de Marvin Westmore, y Monty Westmore, que también son artistas del maquillaje. Su familia está muy involucrada en el negocio del maquillaje de Hollywood. En 1917 su abuelo George Westmore había creado el primer estudio de departamento de maquillaje. El padre de Michael fue artista de maquillaje de Lo que el viento se llevó y su tío era Bud Westmore, famoso por la cocreación de la criatura en Creature from the Black Lagoon.
Se graduó en 1961 de la Universidad de California-Santa Barbara y fue miembro de la Fraternidad Lambda Chi Alfa. Comenzó a trabajar para Universal Studios en 1961 como maquillador, y fue ascendido después de tres años a Asistente Jefe del Departamento de Maquillaje. Fue aprendiz de John Chambers, en 1963 en la película The List of Adrian Messenger. Westmore tuvo algunos de sus primeros papeles en Universal incluyendo The Munsters y Land of the Lost. Se convirtió en maquillador independiente durante los años 1970 y 80, trabajando en películas como Rocky y Toro salvaje. En esta última, Westmore diseñó las narices protésicas que Robert De Niro llevaba toda la película, y el maquillaje que lo simulaba sangrado usando tubitos colocados bajo piel falsa. Uno de los efectos más inusuales que creó en la película de boxeo fue un efecto especial que mostró de cerca en pantalla una nariz rompiéndose de un golpe. Trabajó con Tom Burman en conjuntos de maquillaje para la Agencia Central de Inteligencia para uso de agentes en el extranjero para cambiar identidades. Un conjunto creado por el dúo se vendió por $ 20.000 en 2011.

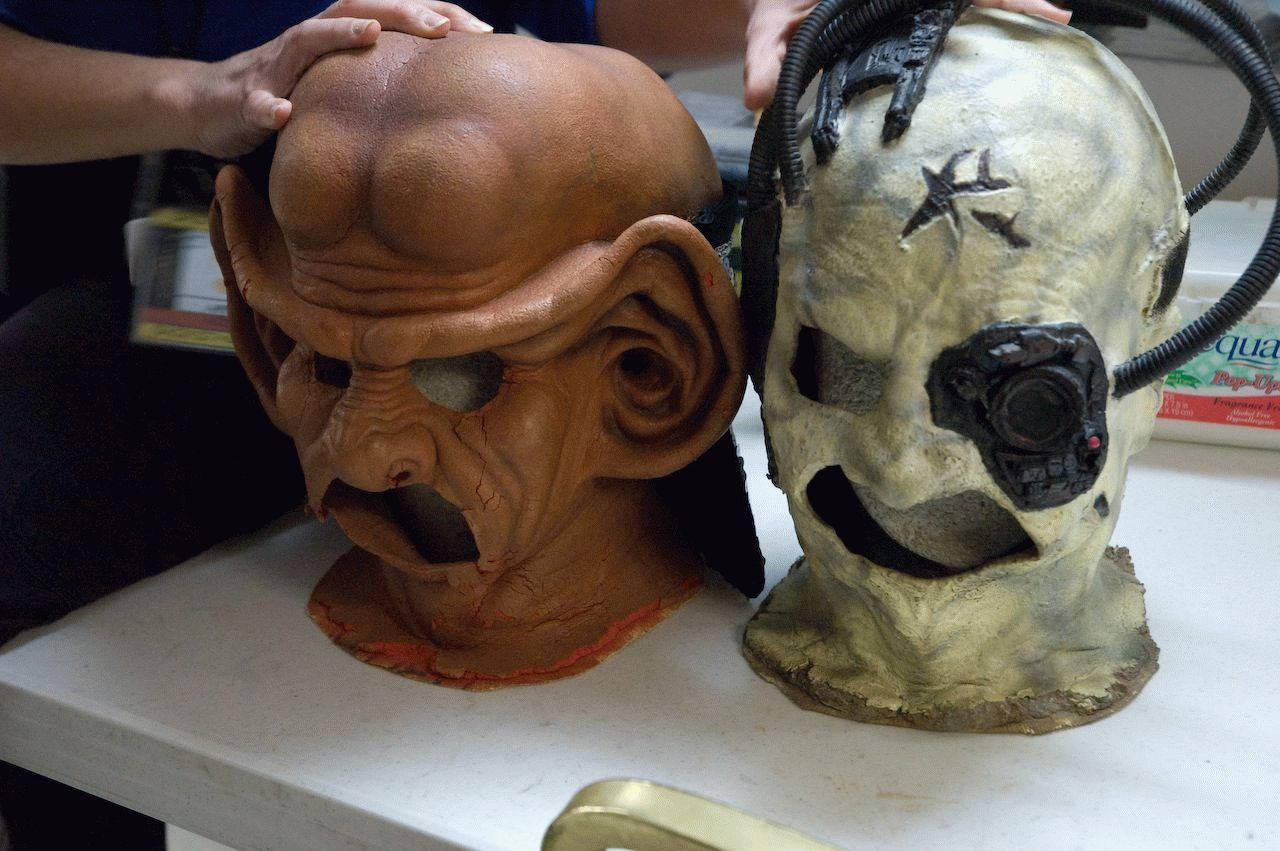
El diseño de un Ferengi (izquierda) y un Borg (derecha), ambos desarrollados por Westmore para Star Trek: La Nueva Generación

En 1985 apareció en un video difundido en VHS titulado Buscando su mejor look con Michael Westmore. Fue contratado en 1986 para trabajar en Star Trek: La Nueva Generación, y pasaría a trabajar en las siguientes series de televisión Star Trek: Deep Space Nine, Voyager y Enterprise. Fue inicialmente aprensivo acerca de trabajar en un programa de televisión dado que su experiencia previa había sido sólo con largometrajes, pero después de discutirlo con su esposa pensó que la idea de un año en un proyecto largo sería positiva. Durante su tiempo en la saga de series de ciencia ficción desarrolló la composición de varias nuevas razas alienígenas, incluyendo los ferengi, cardasianos, Jem'Hadar, y desarrollo aún más el maquillaje utilizado en los personajes Klingon. Una de sus primeras creaciones fue el maquillaje utilizado por Brent Spiner para el personaje de Data. Dejó la franquicia Star Trek en 2005, tras la cancelación de la serie Enterprise.
Después de Star Trek, entró en un estado de semi-retiro y trabajó en la versión musical de Máscara, al haber trabajado en la versión cinematográfica. Fue el responsable del maquillaje de Kamal Hassan en la película india tamil dirigida por Shankar titulada "INDIAN". También pasó dieciocho meses en la película india Dasavathaaram, donde el actor Kamal Haasan hizo diez papeles diferentes cada uno de los cuales requería prótesis. Comenzó a trabajar como productor y su objetivo es escribir una autobiografía en dos volúmenes. También hizo una aparición especial en el final de la tercera temporada del reality show de maquillaje Face Off, junto a su hija McKenzie Westmore, que era la presentadora del programa. Después, ha aparecido en las siguientes temporadas como mentor de los concursantes del show.

## Premios y distinciones
Óscar
| Año  | Categoría        | Película                                             | Resultado |
| ---- | ---------------- | ---------------------------------------------------- | --------- |
| 1985 | Mejor maquillaje | Greystoke, la leyenda de Tarzán, el rey de los monos | Nominado  |
| 1986 | Mejor maquillaje | Mask                                                 | Ganador   |
| 1987 | Mejor maquillaje | El clan del oso cavernario                           | Nominado  |
| 1997 | Mejor fotografía | Star Trek: Primer Contacto                           | Nominado  |

Ha ganado nueve premios Emmy y fue nominado al menos a un Emmy cada año desde 1984 a 2005 (al igual que desde 1976 hasta 1978). También ha sugerido que puede haber sido indirectamente responsable de la adición de un premio en los Oscar al Mejor Maquillaje cuando se le presentó para un Oscar especial en 1980 por su trabajo en Toro salvaje, y después de que fuera rechazado hubo tal reacción que un premio acorde se instituyó al año siguiente.

## Obras publicadas
- Westmore, Michael G. (1973). The Art of Theatrical Makeup for Stage and Screen. Nueva York: McGraw-Hill. ISBN 9780070694859.
- Westmore, Michael G.; Nazzaro, Joe (1993). The Official Star Trek: The Next Generation FX Journal. Nueva York: Starlog Communications. ISBN 9780070694859.
- Westmore, Michael G. (2000). Star Trek Aliens and Artifacts. Nueva York: Pocket Books. ISBN 9780671042998.